# Wilson-Canyon
Koordinaten: 70° 35′ S, 176° 15′ O
Der Wilson-Canyon ist eine Tiefseerinne im antarktischen Rossmeer. Sie liegt vor dem nordwestlichen Ende der Oates-Küste des Viktorialands.
Die im Juni 1988 vom Advisory Committee on Undersea Features anerkannte Benennung erfolgte in Anlehnung an die Benennung der Wilson Hills. Deren Namensgeber ist der britische Polarforscher Edward Adrian Wilson (1872–1912).